# 364-та піхотна дивізія (Третій Рейх)
364-та піхотна дивізія (Третій Рейх) (нім. 364. Infanterie-Division) — піхотна дивізія Вермахту, що входила до складу німецьких сухопутних військ у роки Другої світової війни.

## Історія з'єднання
364-та піхотна дивізія формувалася як одна з дивізій 21-ї хвилі мобілізації вермахту і мала використовувати більшу частину особового складу, що залишився від 355-ї піхотної дивізії. Передбачалося зібрати 971-й, 972-й і 973-й гренадерські полки, кожен з двох батальйонів із загальною кількістю шести батальйонів у дивізії, а також дивізійний 364-й фузилерний батальйон, 364-й артилерійський полк із чотирма дивізіонами та комплект підрозділів підтримки й забезпечення. Лише два батальйони 973-го гренадерського полку, а також 364-й дивізійний фузилерний батальйон отримали поповнення; ці три батальйони згодом були об'єднані, щоб сформувати 1050-й гренадерський полк, який згодом було передано 77-й піхотній дивізії. 15 серпня 1944 року 1050-й полк був знищений під Сен-Мало, коли зіткнувся з військами західних союзників у ході операції «Оверлорд».
Розгортання 364-ї піхотної дивізії виявилося невдалим, і 21 січня 1944 року її розформували.

## Командування

### Командири
- генерал-лейтенант Вальтер Поппе (листопад 1943 — 21 січня 1944)

### Склад
| 1944                                   |
| -------------------------------------- |
| 971-й гренадерський полк               |
| 972-й гренадерський полк               |
| 973-й гренадерський полк               |
| 364-й артилерійський полк              |
| 364-й фузилерний батальйон             |
| 364-та протитанкова батарея            |
| 364-й інженерний батальйон             |
| 364-й запасний батальйон               |
| 364-й дивізійний батальйон зв'язку     |
| 364-те дивізійне управління постачання |